# Fattah

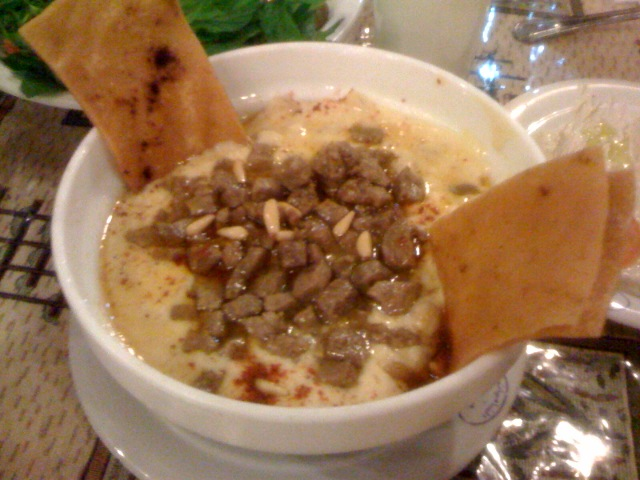
Fatteh syrisk motsvarighet till Fattah.

Den här artikeln handlar om maträtten. För den palestinska gruppen med snarlikt namn, se Fatah.
Fattah eller Fatta (arabiska: فتّة), är en egyptisk maträtt som består av en blandning av ris, torkat och brutet pitabröd, spadet från kokt lammkött och som serveras tillsammans med tomatsås, vitlök- och vinäger dressing. Basen utgörs av riset och brödet som kokats ihop med köttspadet och krossade tomater i en avlång ugnsform och som därefter serveras med en dressing av tomatsås, vitlök och vinäger.
Fattah är en maträtt som är väldigt populär i Egypten och något av en nationalrätt som speciellt serveras vid festliga tillfällen såsom ramadan, eid al-fitr, men framför allt vid eid al-adha då det slaktas mycket lamm. Ursprungsvarianten tillagas normalt utan kött med en vanligt förekommande variant som tillagas alternativt serveras tillsammans med lammkött.
Fattah förekommer i lokala varianter över större delen av Mellanöstern.